# Dipartimento per gli affari economici e sociali
Il Dipartimento per gli affari economici e sociali (Department of Economic and Social Affairs - DESA)  è un dipartimento del segretariato delle Nazioni Unite che si occupa del coordinamento delle agenzie delle Nazioni Unite che si occupano di questioni economico-sociali.
Il ruolo è di analizzare le questioni economici, sociali e ambientali, esaminarne i problemi e ricercare le soluzioni e aiutare le agenzie ONU nel migliorare l'intervento su questi problemi. 
Il Dipartimento ha numerosi uffici e divisioni:
- Ufficio del segretario aggiunto;
- Divisione per le politiche e l'analisi dello sviluppo;
- Ufficio per i finanziamenti allo sviluppo;
- Ufficio per i rapporti con il Consiglio Economico e Sociale e per la coordinazione;
- Ufficio del Consigliere speciale per la parità delle donne;
- Divisione per la promozione della donna;
- Divisione per lo sviluppo duraturo;
- Forum delle Nazioni Unite sulle foreste;
- Divisione per le politiche sociali e lo sviluppo sociale;
- Divisione per la pubblica amministrazione e la gestione dello sviluppo;
- Divisione per la statistica;
- Divisione per la popolazione.